# Châtillon-sur-Saône
Pour les articles homonymes, voir Châtillon et Saône.
Châtillon-sur-Saône est une commune française située dans le département des Vosges, en région Grand Est.
Ses habitants sont appelés les Châtillonnais.

## Géographie

### Localisation
Châtillon-sur-Saône est la dernière commune du cours de la Saône dans le département des Vosges, à son confluent avec l'Apance. Le village, bâti sur un éperon entre les deux rivières, domine leur confluent à son pied est.
|                                | Lironcourt          | Grignoncourt         |
| Fresnes-sur-Apance Haute-Marne | Châtillon-sur-Saône |                      |
| Enfonvelle Haute-Marne         |                     | Jonvelle Haute-Saône |

### Géologie et relief
L'essentiel du territoire de la commune est voué à l'agriculture. À ses confins, quelques forêts font partie de la forêt domaniale de Darney. On y trouve, au nord, le point culminant de Châtillon à 398 m. Le point le plus bas, 229 m, coïncide avec l'entrée de la Saône en Franche-Comté.

### Voies de communications et transports

#### Voies routières
L'agglomération est traversée par l'ancienne nationale 417 - aujourd'hui D 417 - entre Bourbonne-les-Bains, 13 km à l'ouest, et Vauvillers, 19 km à l'est. Monthureux-sur-Saône est à 15 km au nord par la D 15 et le chef-lieu du canton, Lamarche, à 21 km.

#### Transports en commun

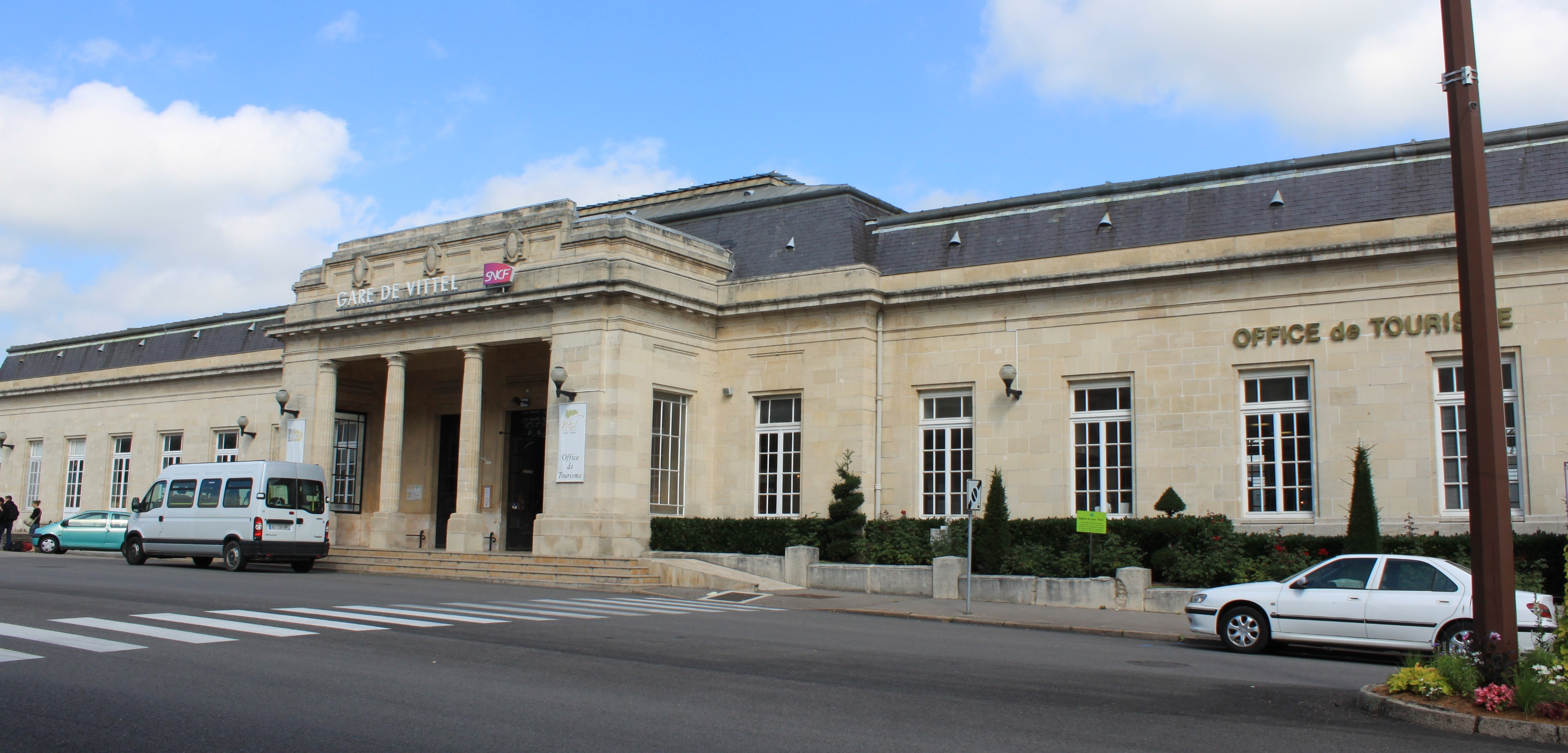
Gare de Vittel.

- Fluo Grand Est.

##### Lignes SNCF
- Gare de Contrexéville
- Gare de Vittel
- Gare de Merrey

### Hydrographie et les eaux souterraines

#### Réseau hydrographique
La commune est située dans le bassin versant de la Saône au sein du bassin Rhône-Méditerranée-Corse. Elle est drainée par la Saône, l'Apance et le ruisseau des Chamonts.
La Saône prend sa source à Vioménil au pied du Ménamont, au sud des monts Faucilles à 405 m d'altitude. Elle conflue avec le Rhône à Lyon, à l'altitude de 163 mètres après avoir traversé le val de Saône.
L'Apance, d'une longueur totale de 34,4 km, prend sa source dans la commune de Serqueux et se jette  dans la Saône sur la commune, après avoir traversé huit communes.

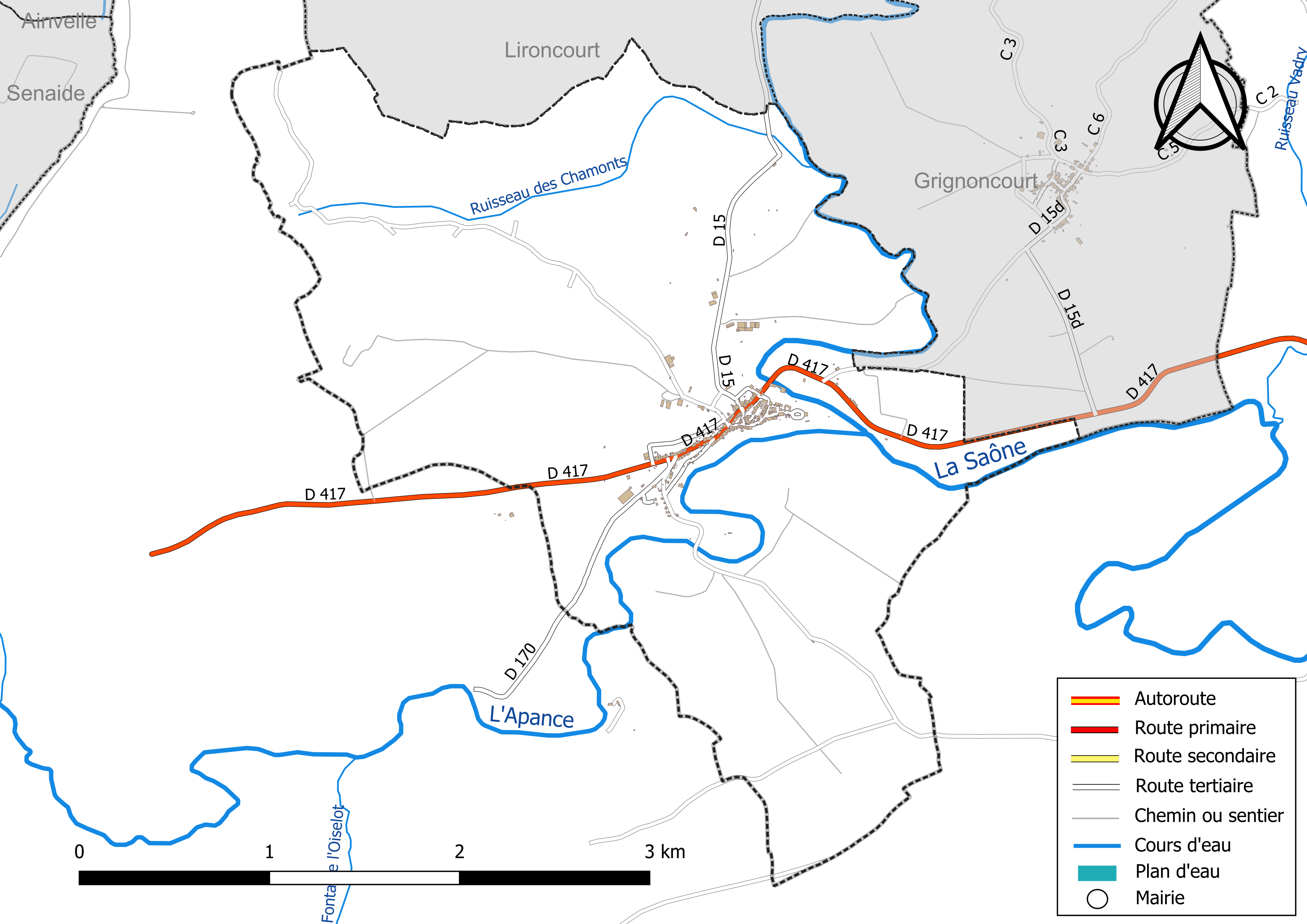
Réseaux hydrographique et routier de Châtillon-sur-Saône.

#### Gestion et qualité des eaux
Le territoire communal est couvert par le schéma d'aménagement et de gestion des eaux (SAGE) « Nappe des Grès du Trias Inférieur ». Ce document de planification, dont le territoire comprend le périmètre de la zone de répartition des eaux de la nappe des Grès du trias inférieur (GTI), d'une superficie de 1 497 km2,  est en cours d'élaboration. L’objectif poursuivi est de stabiliser les niveaux piézométriques de la nappe des GTI et atteindre l'équilibre entre les prélèvements et la capacité de recharge de la nappe. Il doit être cohérent avec les objectifs de qualité définis dans les SDAGE Rhin-Meuse et Rhône-Méditerranée. La structure porteuse de l'élaboration et de la mise en œuvre est le conseil départemental des Vosges.
La qualité des eaux de baignade et des cours d’eau peut être consultée sur un site dédié géré par les agences de l’eau et l’Agence française pour la biodiversité.

### Climat
Pour des articles plus généraux, voir Climat du Grand Est et Climat des Vosges.
En 2010, le climat de la commune est de type climat des marges montargnardes, selon une étude du Centre national de la recherche scientifique s'appuyant sur une série de données couvrant la période 1971-2000. En 2020, Météo-France publie une typologie des climats de la France métropolitaine dans laquelle la commune est exposée à un climat océanique altéré et est dans la région climatique  Lorraine, plateau de Langres, Morvan, caractérisée par un hiver rude (1,5 °C), des vents modérés et des brouillards fréquents en automne et hiver. 
Pour la période 1971-2000, la température annuelle moyenne est de 10 °C, avec une amplitude thermique annuelle de 17 °C. Le cumul annuel moyen de précipitations est de 959 mm, avec 12,9 jours de précipitations en janvier et 9,5 jours en juillet. Pour la période 1991-2020, la température moyenne annuelle observée sur la station météorologique de Météo-France la plus proche, « Venisey », sur la commune de Venisey à 15 km à vol d'oiseau, est de 11,0 °C et le cumul annuel moyen de précipitations est de 850,7 mm. 
La température maximale relevée sur cette station est de 39,7 °C, atteinte le 25 juillet 2019 ; la température minimale est de −17,4 °C, atteinte le 30 décembre 2005,,. 
Les paramètres climatiques de la commune ont été estimés pour le milieu du siècle (2041-2070) selon différents scénarios d'émission de gaz à effet de serre à partir des nouvelles projections climatiques de référence DRIAS-2020. Ils sont consultables sur un site dédié publié par Météo-France en novembre 2022.

## Urbanisme

### Typologie
Au 1er janvier 2024, Châtillon-sur-Saône est catégorisée commune rurale à habitat dispersé, selon la nouvelle grille communale de densité à sept niveaux définie par l'Insee en 2022.
Elle est située hors unité urbaine et hors attraction des villes,.

### Occupation des sols
L'occupation des sols de la commune, telle qu'elle ressort de la base de données européenne d’occupation biophysique des sols Corine Land Cover (CLC), est marquée par l'importance des territoires agricoles (62,9 % en 2018), une proportion sensiblement équivalente à celle de 1990 (63,3 %). La répartition détaillée en 2018 est la suivante : 
forêts (33,8 %), prairies (27 %), terres arables (21,6 %), zones agricoles hétérogènes (14,3 %), zones urbanisées (3,3 %). L'évolution de l’occupation des sols de la commune et de ses infrastructures peut être observée sur les différentes représentations cartographiques du territoire : la carte de Cassini (XVIIIe siècle), la carte d'état-major (1820-1866) et les cartes ou photos aériennes de l'IGN pour la période actuelle (1950 à aujourd'hui).

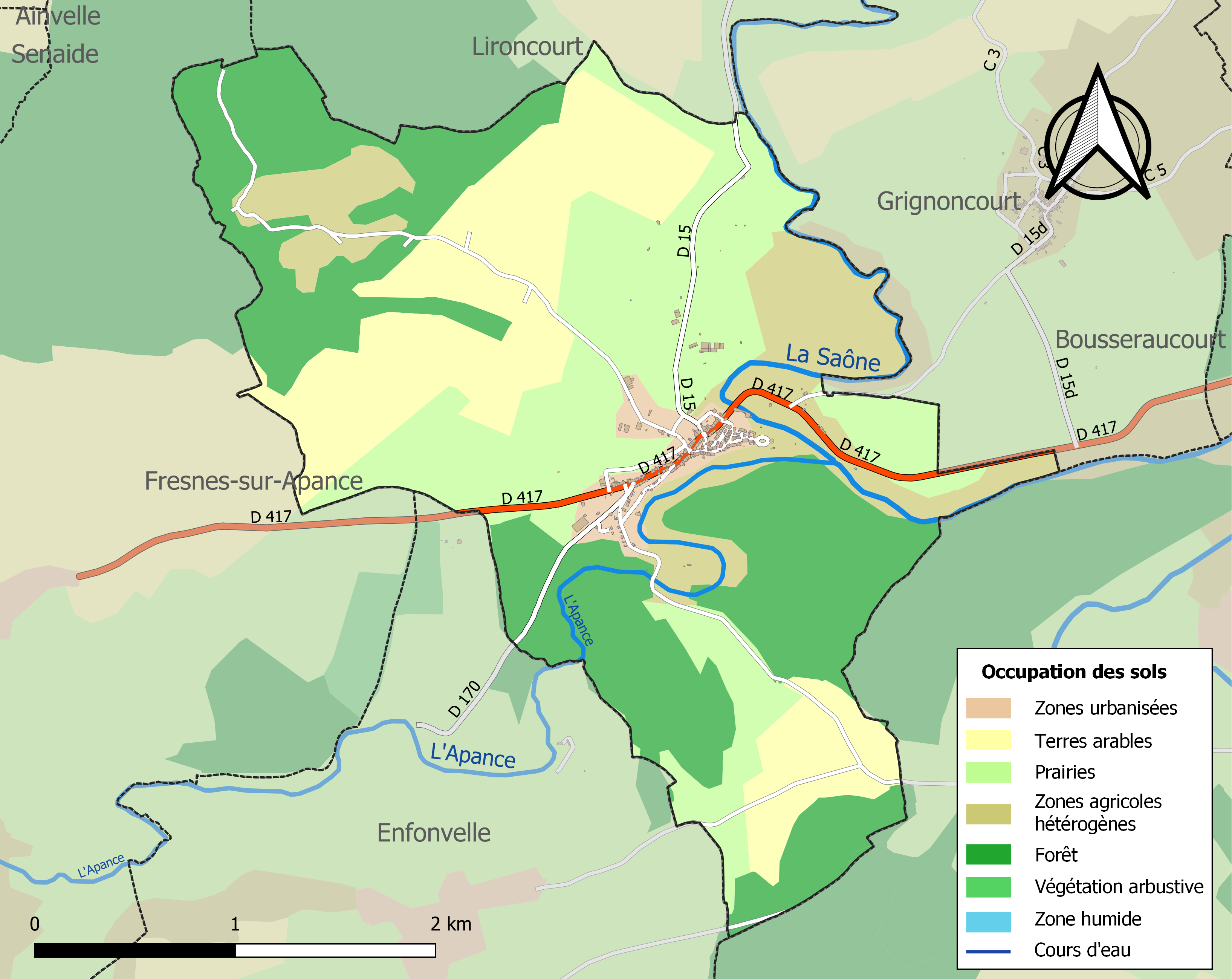
Carte des infrastructures et de l'occupation des sols de la commune en 2018 (CLC).

## Toponymie
Le nom de la localité est attesté sous les formes H. de Castelione (1172) ; Sacerdos de Castellione (1199) ; In finem Castelio (XIe ou XIIe siècle) ; Chastillon (1237) ; Chateillon suz Sone (1272) ; Chestoillon (1288) ; Chasteillon (1301) ; Chastellon (1310) ; Chastoillon (1320) ; Chaistillon sur Sone (1429) ; Chestillon sur Saone (1445) ; Chatillon (1494) ; Chastillon, de costé Joinville en la duchiés de Bar (XVIe siècle) ; De Castellione supra Sagonam (1541).

Châtillon serait un dérivé, sans doute mérovingien, du bas latin castellum, diminutif de castrum, accompagné du suffixe -ionem. Castrum désigne d’abord tous les types de forteresse, depuis le simple donjon jusqu’à l’enceinte urbaine, puis se spécialise dans le sens de « château fort » et se réduit ensuite à celui de « grande maison de plaisance ».
La Saône est une rivière de l'Est de la France, principal affluent de la rive droite du Rhône.

## Histoire
Il existait à Châtillon un château fortifié, que le comte de Bar Henri III céda en 1301 au roi de France Philippe le Bel, dont il était le prisonnier. Châtillon se retrouve dans le Barrois mouvant. Vers 1350, le bourg fut protégé par une enceinte au début de la guerre de Cent Ans. Du XIVe au XVIIIe siècle, Châtillon fut une prévôté du comté puis du duché de Bar puis du duché de Lorraine. Charles le Téméraire détruisit Châtillon en 1476 lors de la guerre qu'il mena contre le duc de Bar et de Lorraine René II qui se termina par la mort de Charles lors de la bataille de Nancy en janvier 1477. En 1484, la ville fut prise et détruite par le seigneur de Valengin en conflit avec René II. La Renaissance fut une période de reconstruction et de forte croissance démographique, en témoignent les nombreuses maisons et hôtels de style Renaissance construits par des écuyers locaux (de Sandrecourt, de Bourbévelle), par la famille du seigneur usufruitier de Châtillon, Bertrand de Jaulin, frère d'armes du duc de Bar et de Lorraine René II et par des officiers ducaux de la prévôté (familles Vernisson, Savarin) ou des marchands et artisans. En juin 1635, la ville fut prise par les troupes françaises de Richelieu lors de la guerre de Trente Ans. 
Les troupes suédoises de Bernard de Saxe-Weimar l'occupèrent en décembre 1636 et la quasi-totalité de la population disparut, victime de la guerre, de la peste, sauf ceux qui avaient pu fuir. Le bourg fut abandonné puis reconstruit partiellement à partir de la fin du XVIIe siècle et redevint le chef-lieu d’une prévôté ducale de Lorraine puis royale. Cependant, la reconstruction du XVIIIe siècle épargna nombre de maisons Renaissance qui furent simplement transformées en granges ou fermes. La restauration de ces maisons s'appuya sur plusieurs classements en 1984 grâce à l'action de l'association Saône-Lorraine.
De 1790 à l'an IX, la commune fut le chef-lieu d'un canton.

## Politique et administration

### Liste des maires
| Période                                  | Période                       | Identité           | Étiquette | Qualité |
| ---------------------------------------- | ----------------------------- | ------------------ | --------- | ------- |
| Les données manquantes sont à compléter. |                               |                    |           |         |
| mars 2001                                | mars 2008                     | Jacqueline Gaulard |           |         |
| mars 2008                                | En cours (au 18 février 2015) | Aimé Bonneret      |           |         |

## Finances locales

### Budget et fiscalité 2022

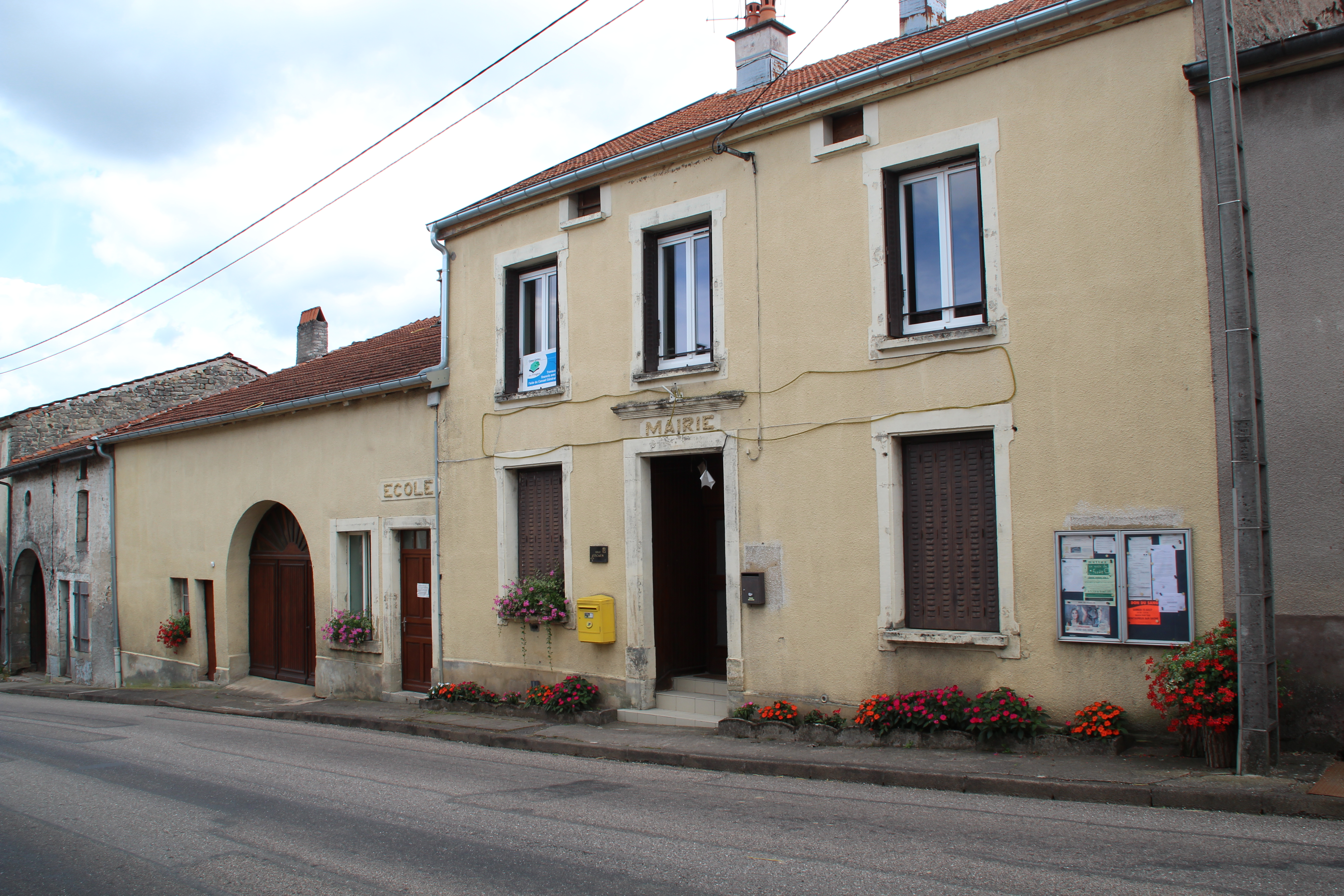
La mairie et l'école.

En 2022, le budget de la commune était constitué ainsi :
- total des produits de fonctionnement : 162 000 €, soit 1 347 € par habitant ;
- total des charges de fonctionnement : 109 000 €, soit 905 € par habitant ;
- total des ressources d'investissement : 146 000 €, soit 1 219 € par habitant ;
- total des emplois d'investissement : 50 000 €, soit 418 € par habitant ;
- endettement : 0 €, soit 0 € par habitant.

Avec les taux de fiscalité suivants :
- taxe d'habitation : 14,67 % ;
- taxe foncière sur les propriétés bâties : 35,84 % ;
- taxe foncière sur les propriétés non bâties : 14,22 % ;
- taxe additionnelle à la taxe foncière sur les propriétés non bâties : 0,00 % ;
- cotisation foncière des entreprises : 0,00 %.

Chiffres clés Revenus et pauvreté des ménages en 2021 : médiane en 2021 du revenu disponible, par unité de consommation : 20 570 €.

## Population et société

### Démographie

#### Évolution démographique
L'évolution du nombre d'habitants est connue à travers les recensements de la population effectués dans la commune depuis 1793. Pour les communes de moins de 10 000 habitants, une enquête de recensement portant sur toute la population est réalisée tous les cinq ans, les populations de référence des années intermédiaires étant quant à elles estimées par interpolation ou extrapolation. Pour la commune, le premier recensement exhaustif entrant dans le cadre du nouveau dispositif a été réalisé en 2004.

En 2022, la commune comptait 106 habitants, en évolution de −24,82 % par rapport à 2016 (Vosges : −2,96 %, France hors Mayotte : +2,11 %).
| 1793 | 1800 | 1806 | 1821 | 1831 | 1836 | 1841 | 1846 | 1856 |
| ---- | ---- | ---- | ---- | ---- | ---- | ---- | ---- | ---- |
| 597  | 603  | 725  | 684  | 698  | 707  | 746  | 712  | 628  |

| 1861 | 1866 | 1876 | 1881 | 1886 | 1891 | 1896 | 1901 | 1906 |
| ---- | ---- | ---- | ---- | ---- | ---- | ---- | ---- | ---- |
| 632  | 655  | 555  | 538  | 487  | 461  | 432  | 428  | 420  |

| 1911 | 1921 | 1926 | 1931 | 1936 | 1946 | 1954 | 1962 | 1968 |
| ---- | ---- | ---- | ---- | ---- | ---- | ---- | ---- | ---- |
| 418  | 352  | 314  | 351  | 350  | 316  | 311  | 270  | 236  |

| 1975 | 1982 | 1990 | 1999 | 2004 | 2006 | 2009 | 2014 | 2019 |
| ---- | ---- | ---- | ---- | ---- | ---- | ---- | ---- | ---- |
| 226  | 201  | 176  | 179  | 168  | 168  | 145  | 138  | 112  |

| 2022 | - | - | - | - | - | - | - | - |
| ---- | - | - | - | - | - | - | - | - |
| 106  | - | - | - | - | - | - | - | - |

### Enseignement
Établissements d'enseignements :
- Écoles maternelles et primaires à Isches, Corre, Bourbonne-les-Bains.
- Collèges à Bourbonne-les-Bains, Monthureux-sur-Saône, Jussey, Lamarche, Vauvillers.
- Lycées à Contrexéville[26].

### Santé
Professionnels et établissements de santé :
- Médecins à Corre, Mont-lès-Lamarche, Bourbonne-les-Bains, Monthureux-sur-Saône.
- Pharmacies à Corre, Bourbonne-les-Bains, Monthureux-sur-Saône.
- Hôpitaux à Lamarche, Saint-Rémy, Vittel, Scey-sur-Saône-et-Saint-Albin, Ville-sur-Illon.

### Cultes
- Culte catholique, Paroisse Notre-Dame-de-la-Saône[28], Diocèse de Saint-Dié.

## Économie

### Entreprises et commerces

#### Agriculture
- Élevage de vaches laitières.
- Élevage de chevaux et d'autres équidés.
- Aquaculture en eau douce.
- Élevage d'autres animaux.

#### Tourisme
- Hébergements et restauration à Melay, Bourbonne-les-Bains, Monthureux-sur-Saône, Claudon.

#### Commerces
- Commerces et services de proximité.

## Culture locale et patrimoine

### Lieux et monuments
Le haut-village Renaissance possède plusieurs constructions inscrites ou classées au titre des monuments historiques : 

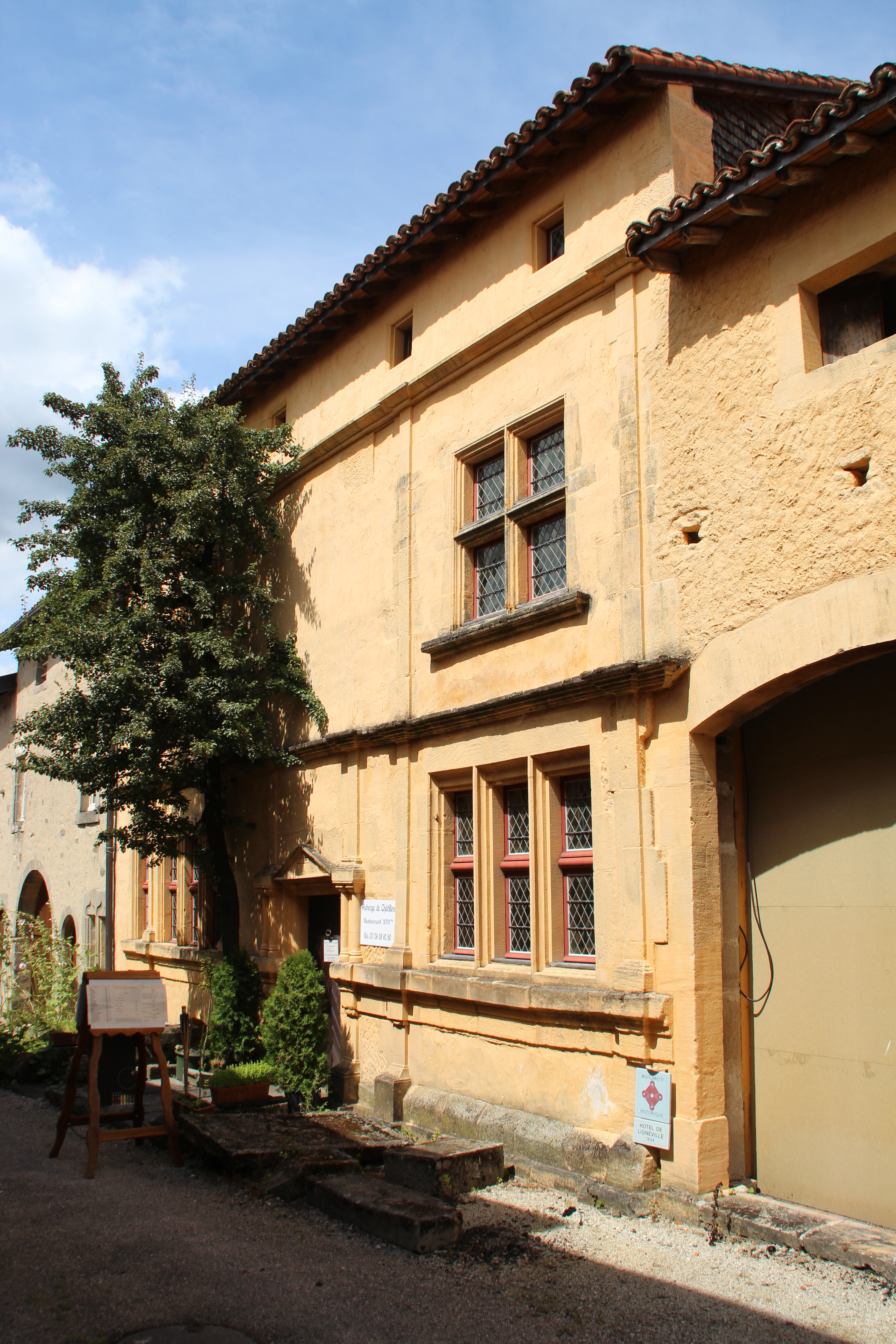
Hôtel de Lignéville.
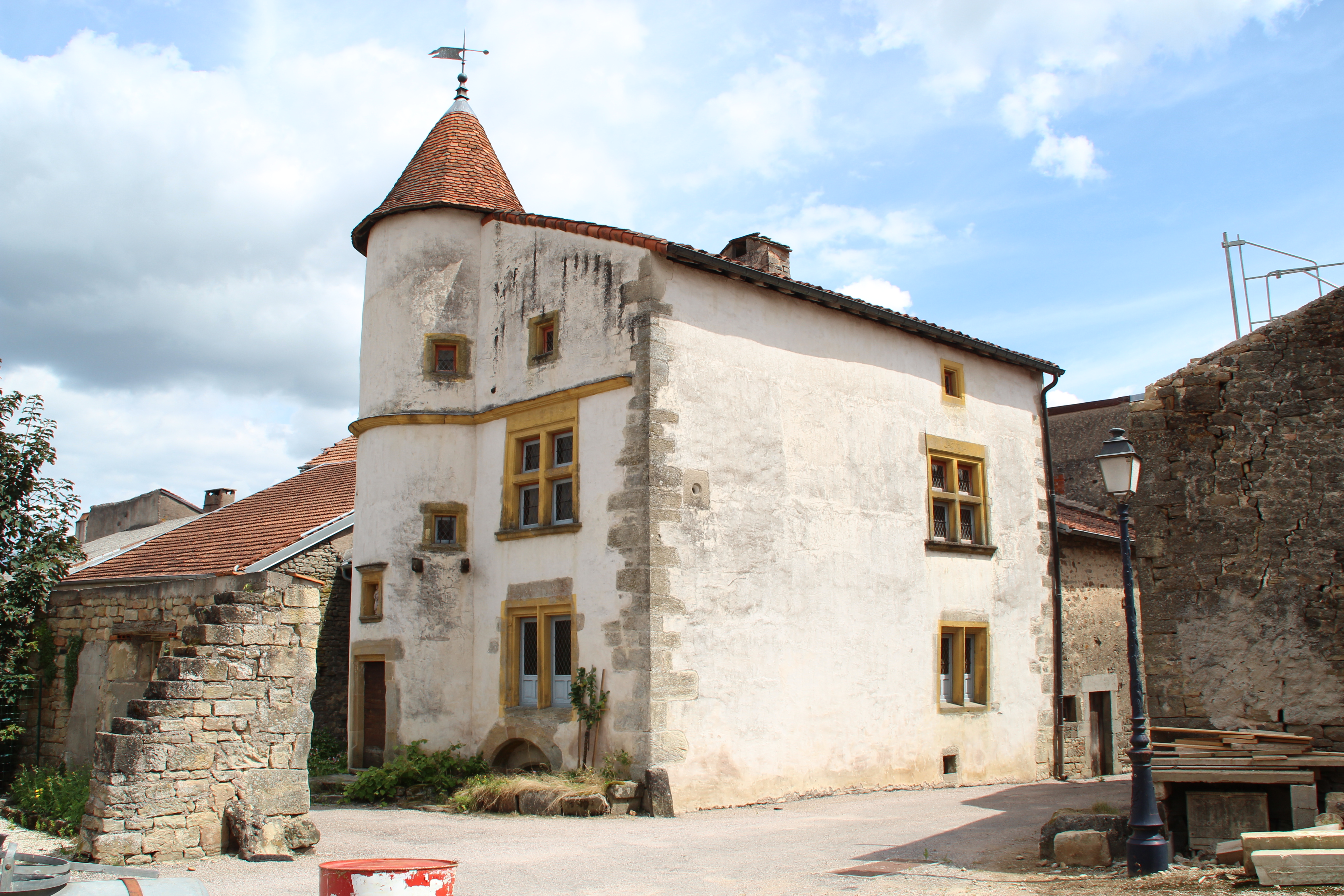
Hôtel de Sandrecourt.
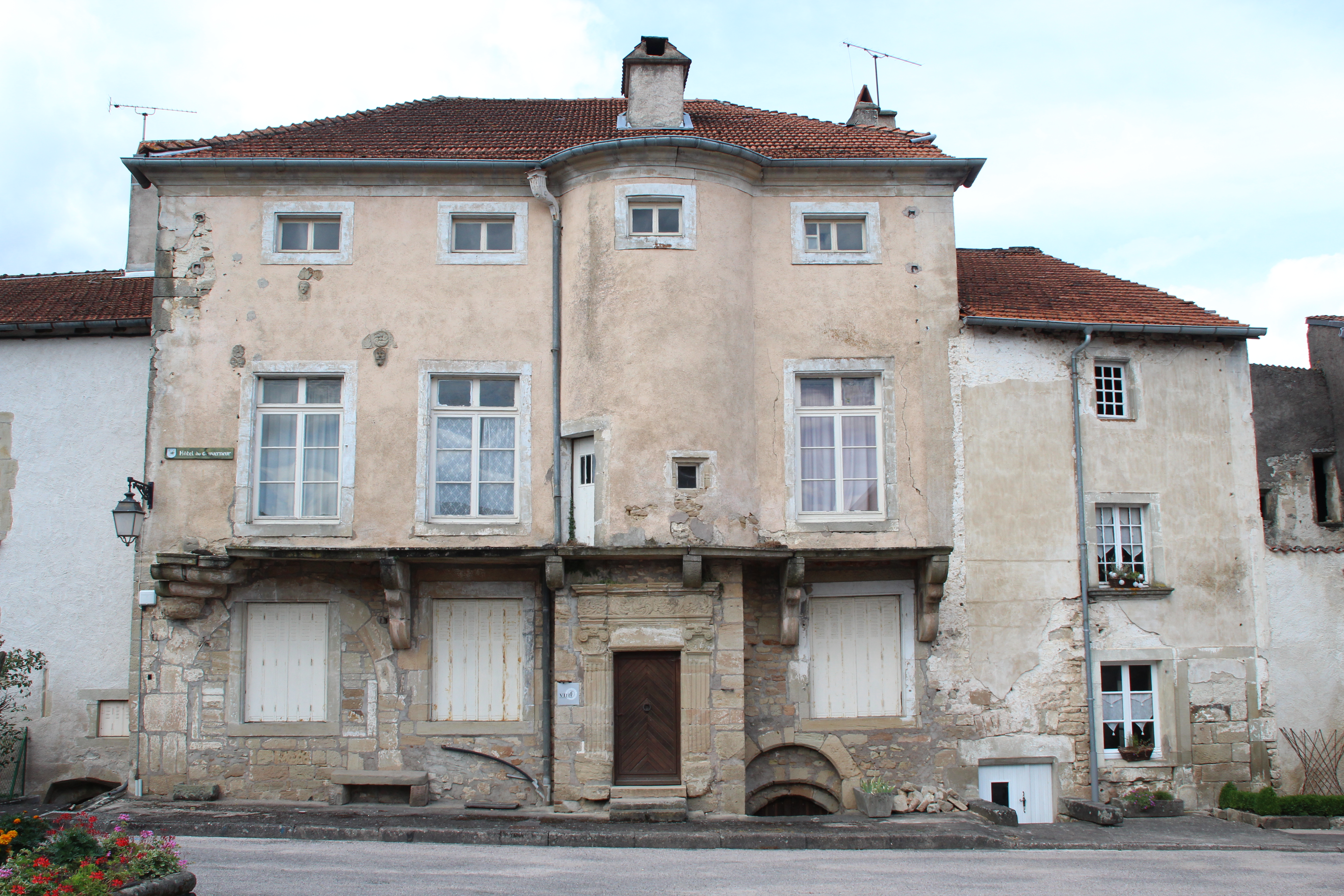
Hôtel du Gouverneur.
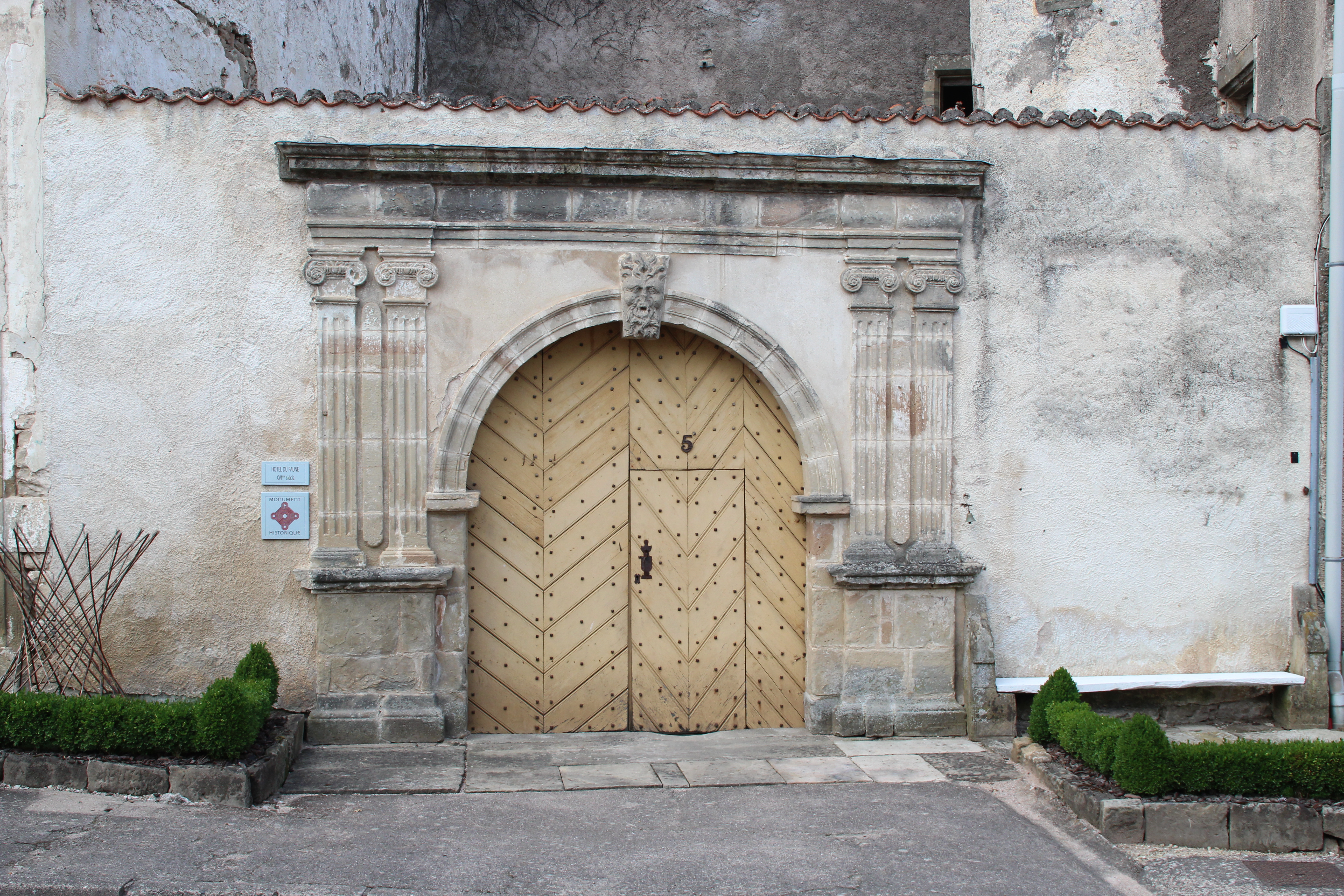
Hôtel du Faune.
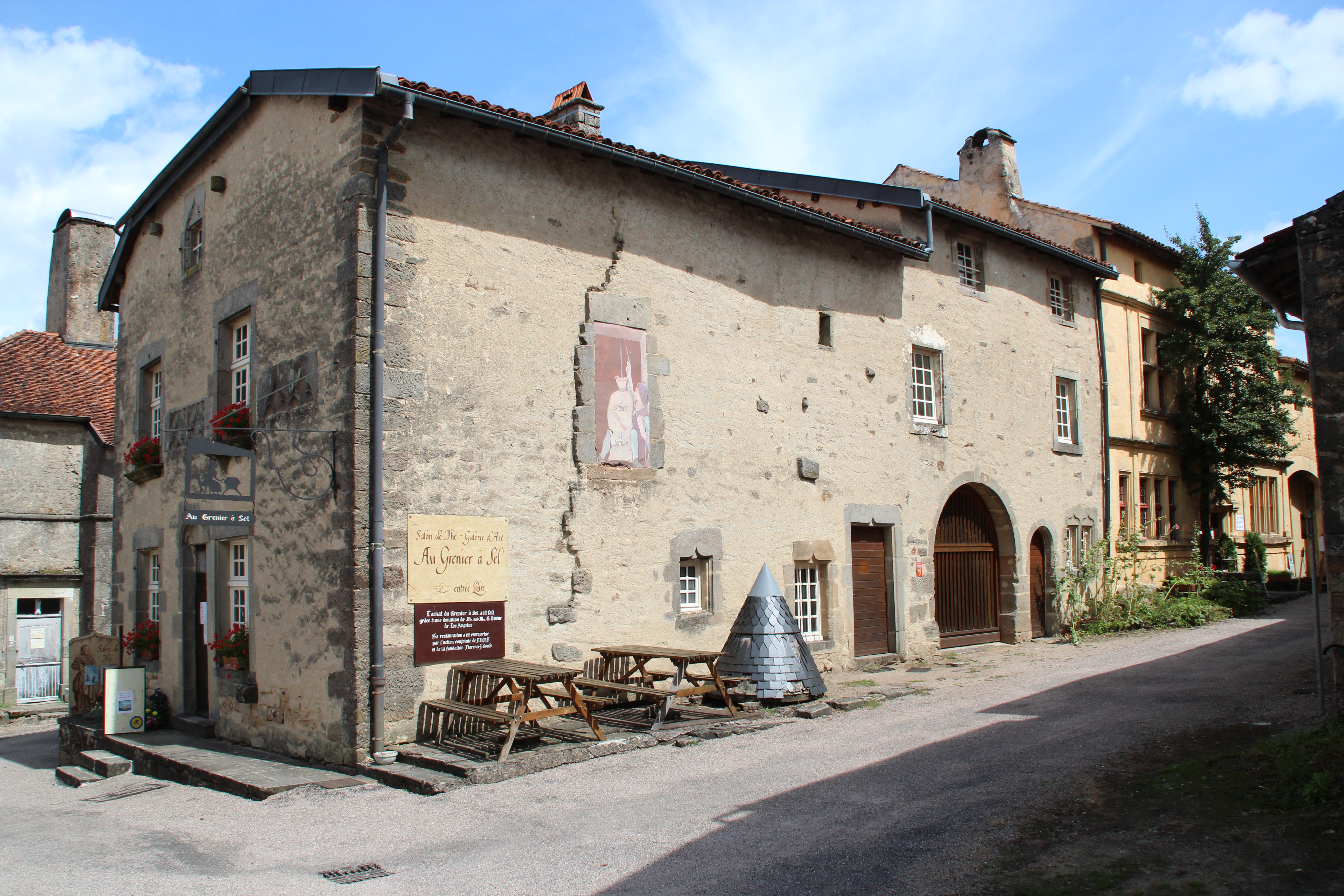
Grenier à sel.
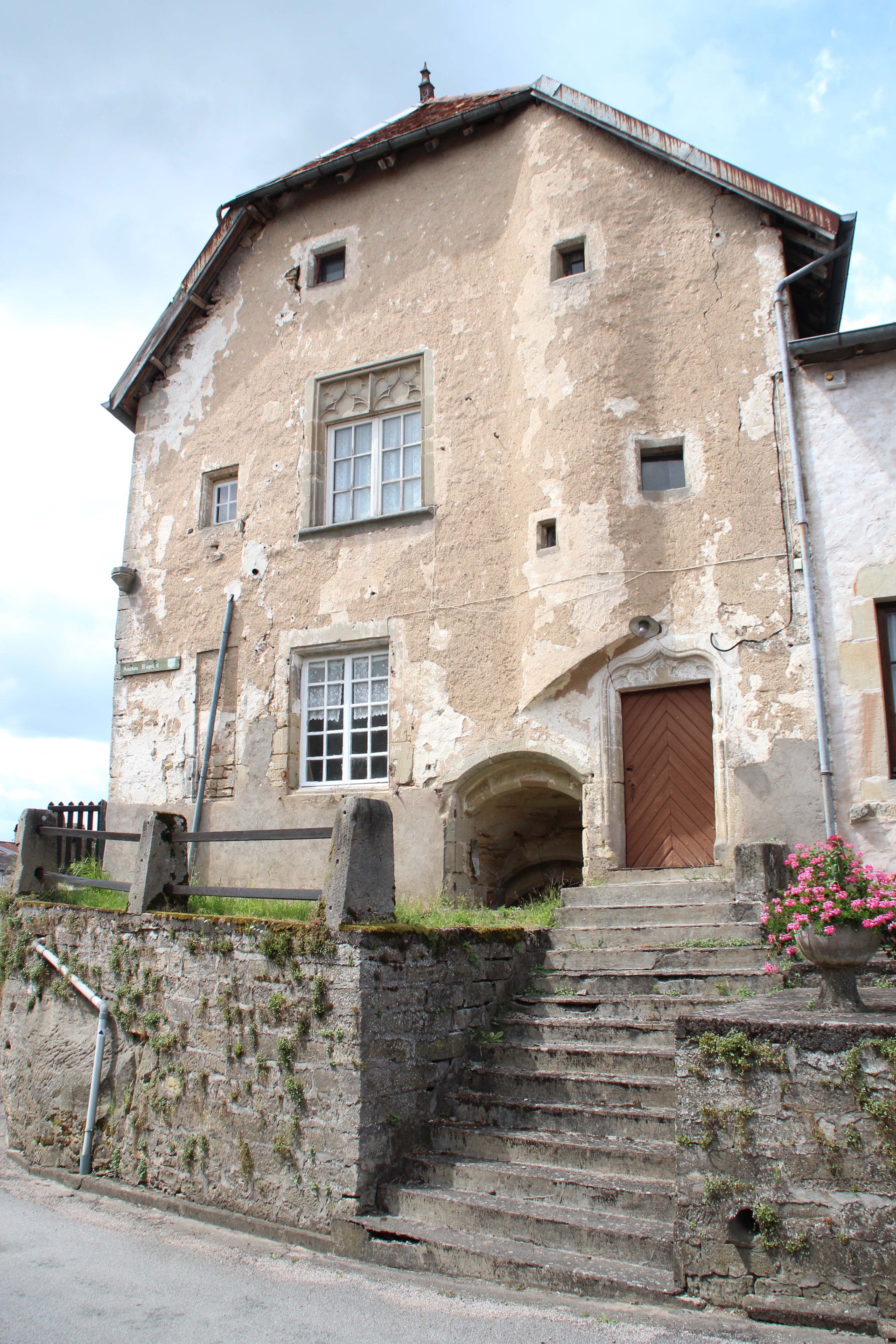
Ancien hôpital.
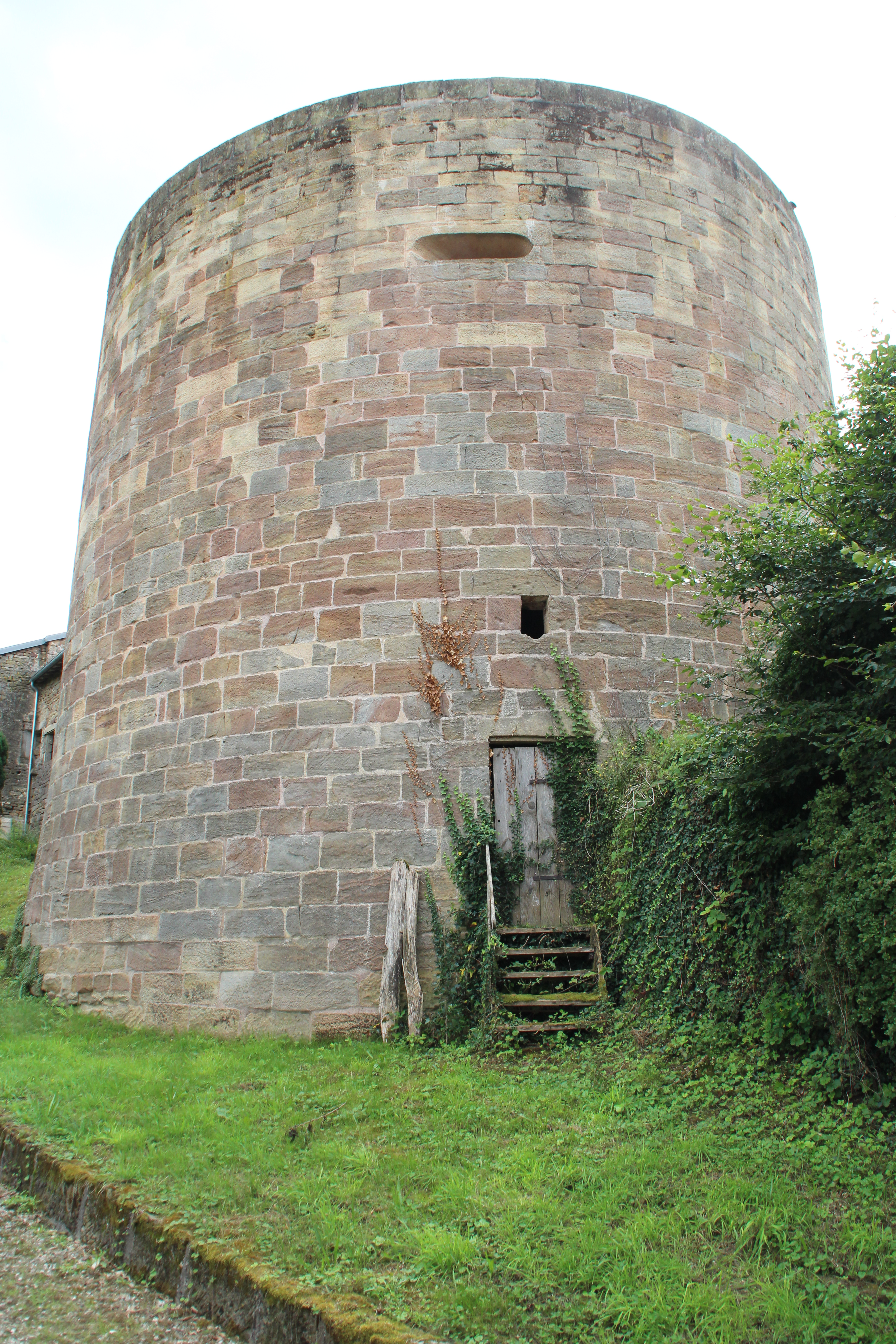
Grosse tour des remparts.
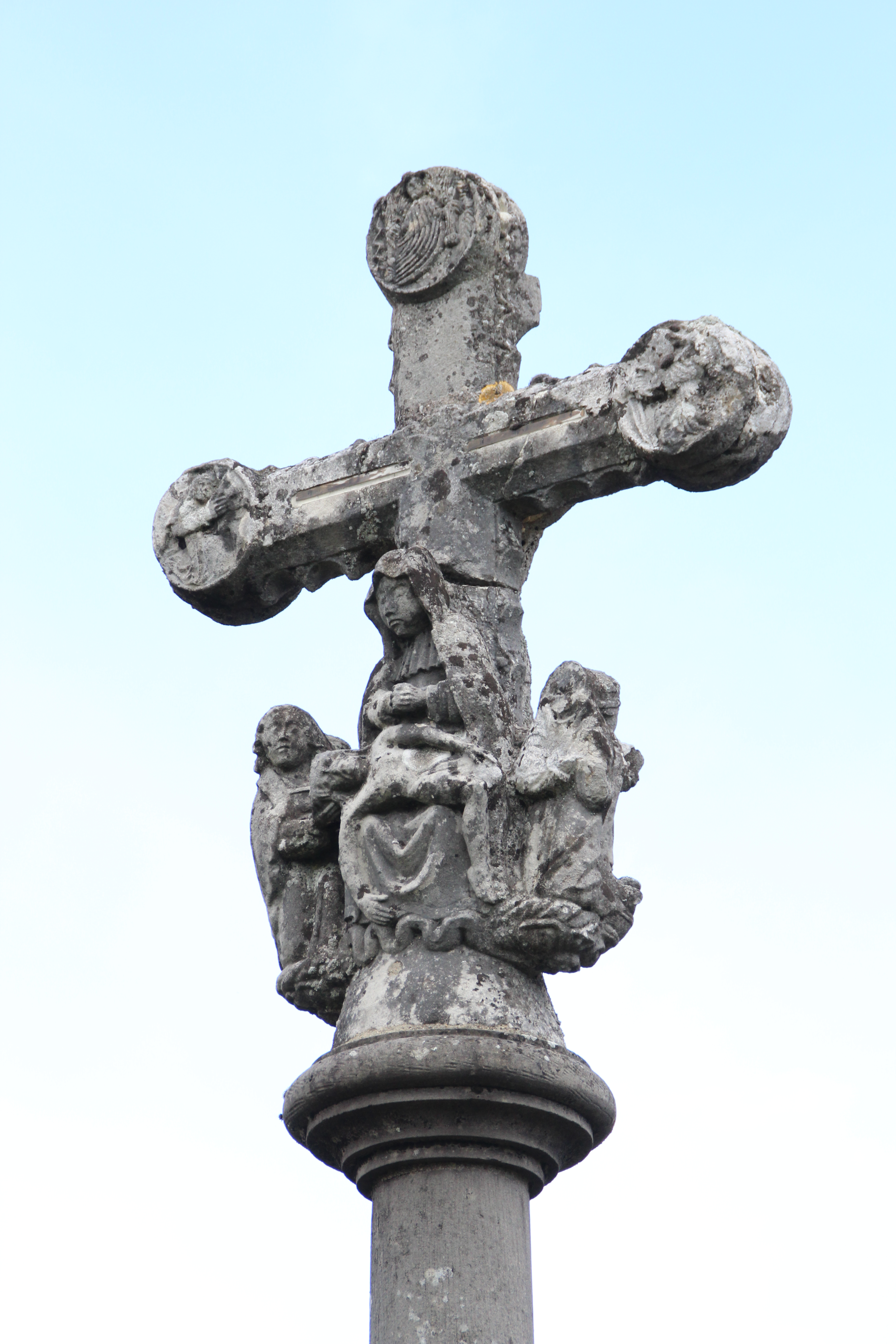
Croix de carrefour.

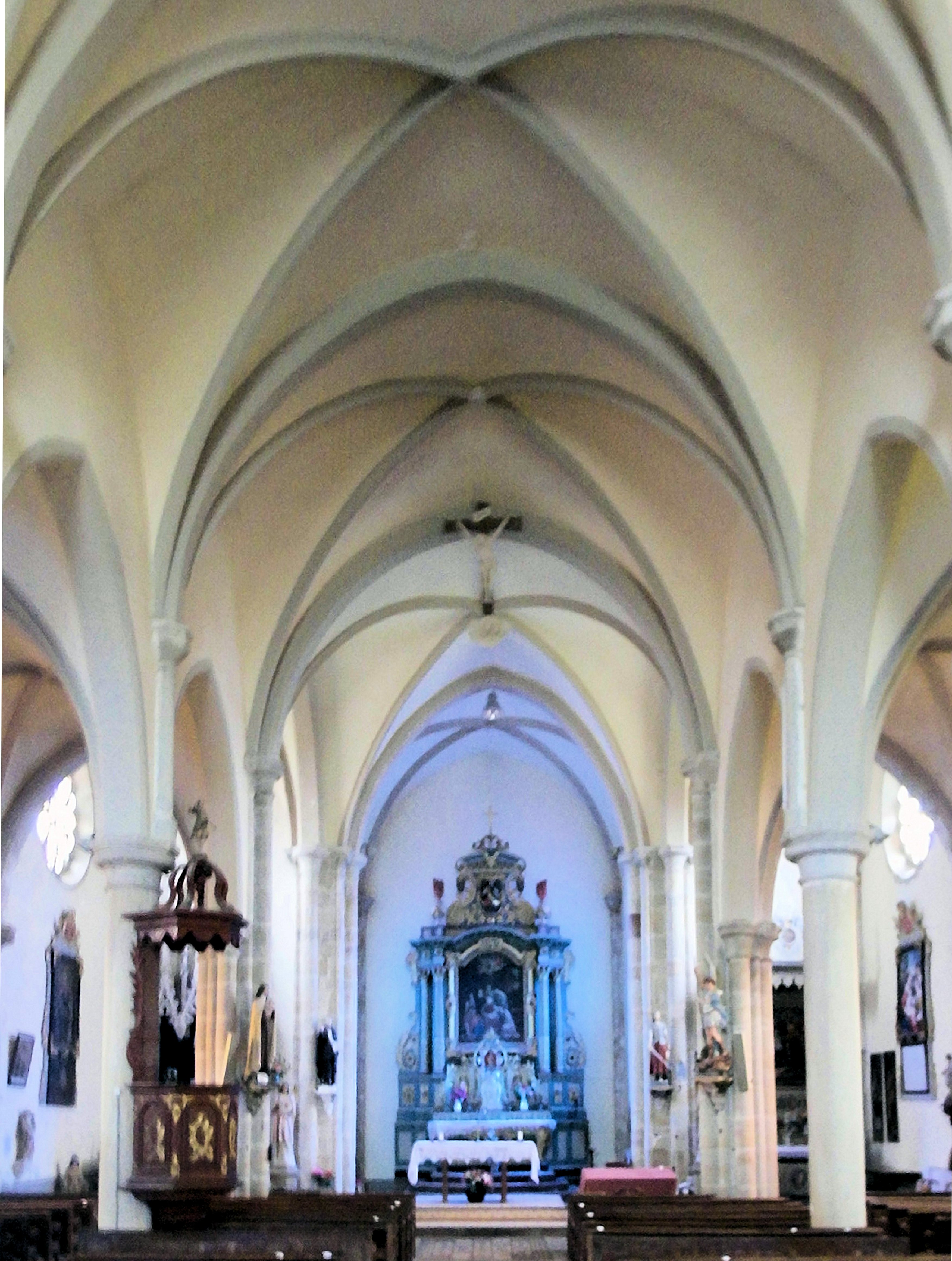
Intérieur de l'église de la Nativité de Notre-Dame.
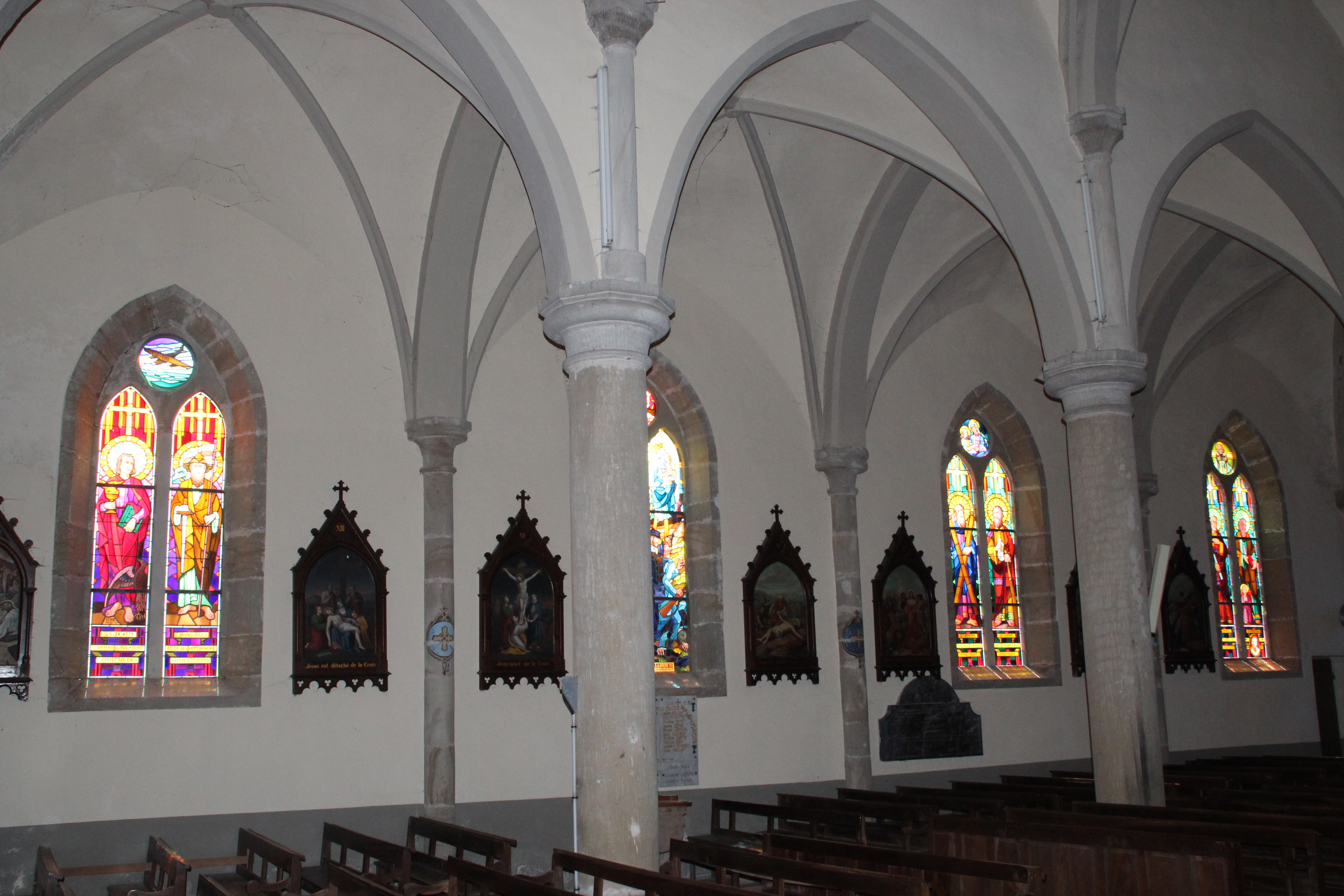
Vitraux et chemin de croix.
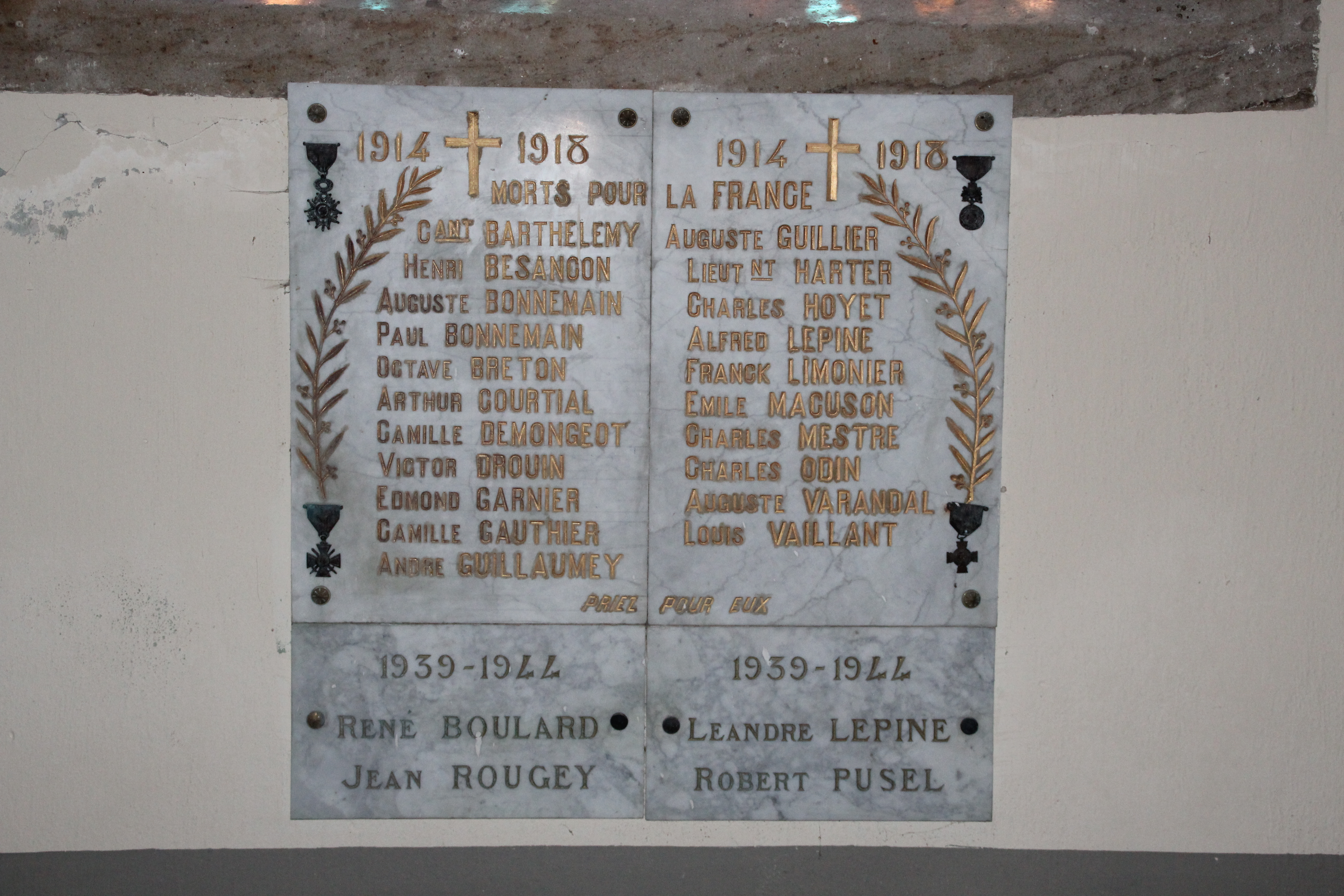
Plaques commémoratives 1914-1918 et 1939-1945.
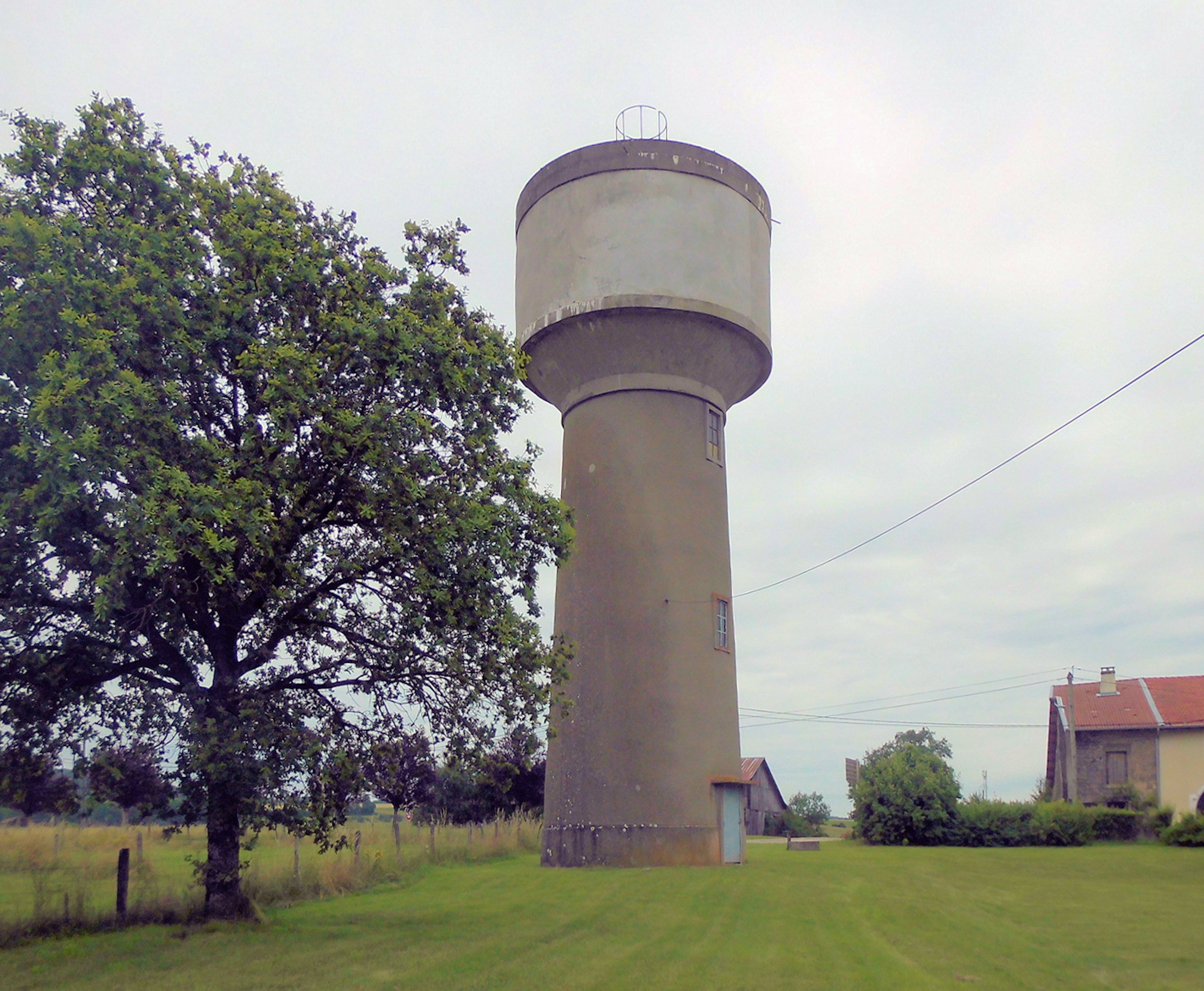
Le château d'eau.

- Hôtel de Lignéville (classement le 31 décembre 1984[29])
- Hôtel de Sandrecourt (classement le 5 décembre 1984[30])
- Hôtel du Gouverneur (inscription le 5 décembre 1984[31])
- Hôtel du Faune (ou Immeuble Drouin, classement le 28 décembre 1984[32])
- Prévôté, ancien grenier (inscription le 5 décembre 1984[33])
- Immeuble dit ancien hôpital (classement le 5 décembre 1984[34])
- Immeuble 4e quart XVe siècle (inscription le 5 décembre 1984[35])
- La grosse tour des remparts (classement le 5 décembre 1984[36])
- Croix de carrefour en haut de la Grande Rue (classement le 14 juin 1909)[37].
- Autres éléments patrimoniaux :

Église de la Nativité de Notre-Dame,,.
* Vitraux et chemin de croix de l'église.
* Plaques commémoratives 1914-1918 et 1939-1945 dans l'église.
* Patrimoine mobilier,:
** 2 tableaux et leurs cadres : la Vierge et l'enfant remettant le Rosaire à Saint Dominique et à sainte Catherine de Sienne, Saint François Xavier pressant sur son cœur le crucifix donne par saint Ignace.
** Croix (crucifix).
** Autel, retable (autel secondaire dit autel mineur).
** Autel, retable (maître-autel dit autel majeur).
** Statue Vierge à l'Enfant.
Le château d'eau.

### Personnalités liées à la commune
- Jean Ferdinand Monchablon dit Jan Monchablon (1855-1904), peintre. Ses paysages représentent fréquemment la Saône.

### Héraldique, logotype et devise
| Blason | Blasonnement : D'azur à deux bars adossés d'or cotoyés de deux croix de Lorraine d'argent. Commentaires : Le blason associe le comté de Bar et la région Lorraine. |

## Pour approfondir